# Vinylon

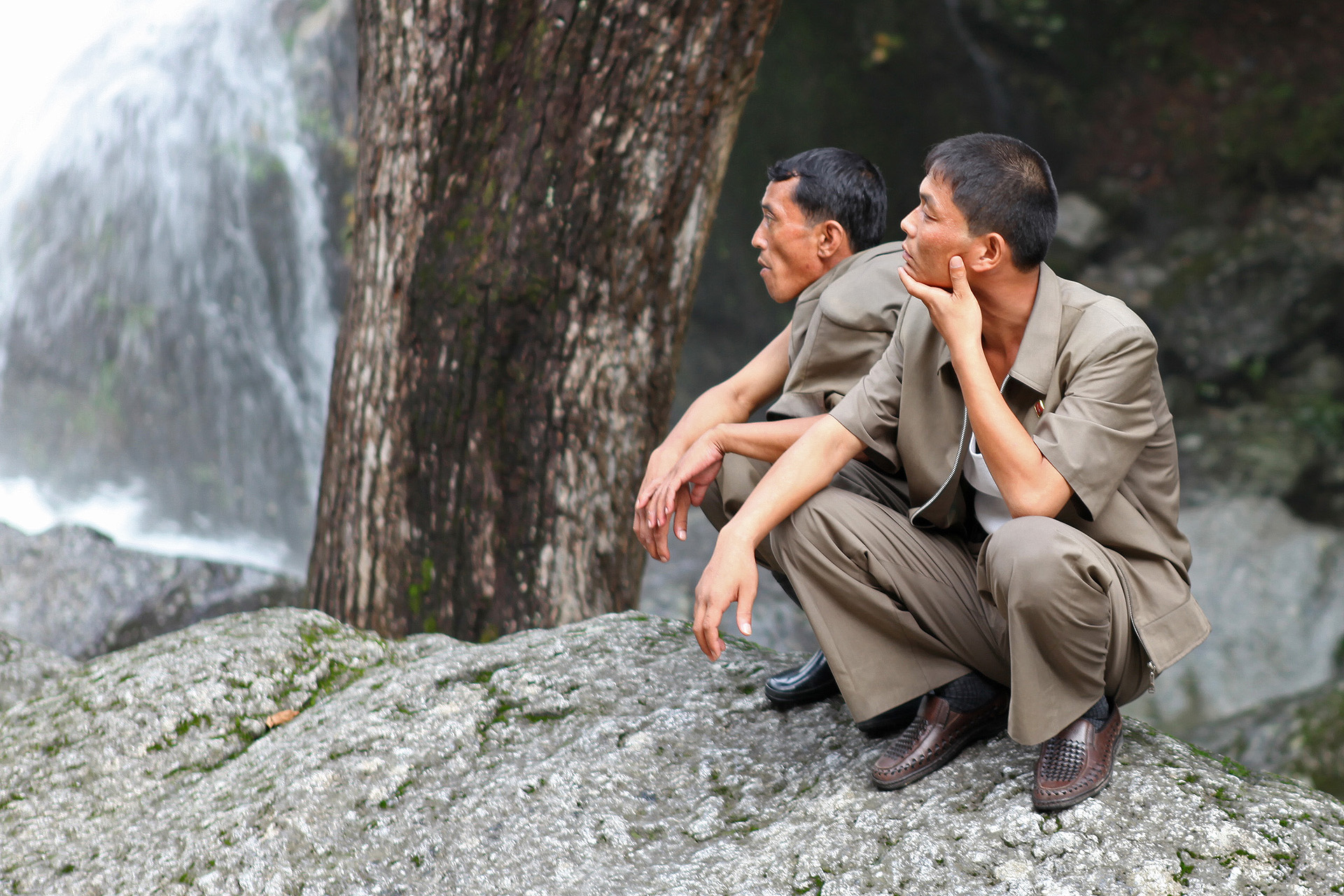
Những người đàn ông Bắc triều Tiên mặc trang phục được làm từ vinylon.

Vinylon, còn gọi là Vinalon,là một sợi tổng hợp được sản xuất từ polyvinyl alcohol, dùng anthracit và đá vôi làm nguyên liệu. Vinylon được phát triển lần đầu tiên tại Nhật Bản năm 1939 bởi Ichiro Sakurada, Ri Sung Gi, và H. Kawakami. Sản xuất sợi này đã bị trì hoãn trong Thế chiến II. Vật liệu bị làm ngơ ở Triều Tiên cho đến khi Ri Sung Gi đào tẩu sang Bắc Triều Tiên năm 1950. Sản xuất thử nghiệm bắt đầu từ năm 1954 và năm 1961 nhà máy  February 8 Vinylon Complex khổng lồ đã được xây dựng tại Hamhung. Việc sử dụng rộng rãi của Vinylon ở Bắc Triều Tiên thường được chỉ ra như một ví dụ về thành công của triết lý juche, và nó được gọi là sợi juche.

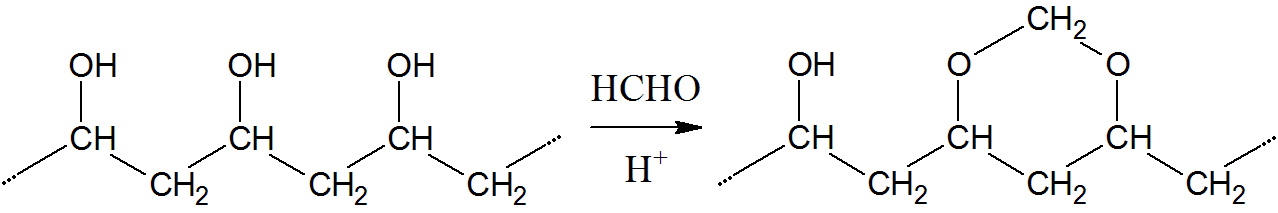
Tổng hợp các vinylon.

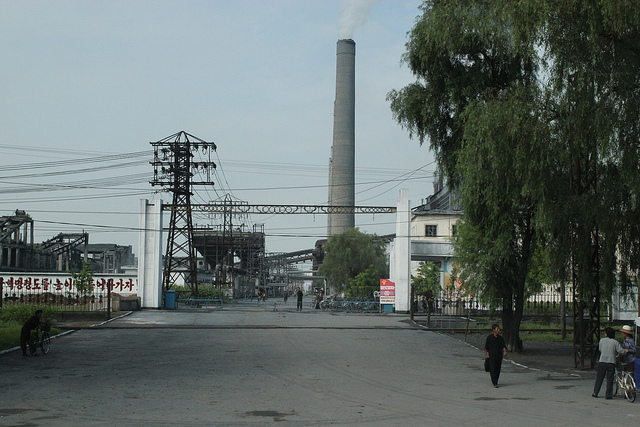
Lối vào tổ hợp nhà máy February 8 Vinalon Factory Complex tại Hungnam, Bắc Triều Tiên.

Trong khi Hamhung vẫn là trung tâm sản xuất vinylon lớn; năm 1998, một nhà máy sản xuất vinylon được mở ra ở Nam Pyongan. Đầu năm 2010, Kim Jong-il đã tham dự một cuộc mít tinh tập thể tại February 8 Vinylon Complex tại Hamhung để chào mừng việc mở cửa lại sau 16 năm ngừng hoạt động. Một nhân viên an ninh Hàn Quốc vô danh đã nói rằng Kim Jong-il thường được nhìn thấy trong các cuộc mít tinh chính trị hay các cuộc diễu hành quân sự. Đây là lần đầu tiên kể từ khi ông tham dự một cuộc mít tinh tập thể. Có một số ý kiến cho rằng nhà máy Hamhung đang sản xuất dimethylhydrazine chưa được đối xứng, một loại nhiên liệu tên lửa chuyên dụng được sử dụng trong tên lửa tầm xa của Bắc Triều Tiên.
Vinylon đã trở thành sợi quốc gia của CHDCND Triều Tiên và được sử dụng cho phần lớn hàng dệt, vượt xa chất xơ như bông hoặc nylon, chỉ được sản xuất với số lượng nhỏ ở Bắc Triều Tiên. Ngoài quần áo, nó cũng được dùng cho giày, dây thừng, và chăn mền xơ.
Nghệ nhân dệt Nhật Bản-Canada Toshiko MacAdam đã sử dụng vinylon trong những tác phẩm đầu của mình, vì nó tiết kiệm hơn nylon.
Vinylon chịu được nhiệt và hóa chất nhưng có nhiều nhược điểm, cứng, chi phí sản xuất tương đối cao và khó nhuộm.